# Église Saint-Pierre-aux-Liens de Chivy-lès-Étouvelles
L'église Saint-Pierre-aux-Liens est une église située à Chivy-lès-Étouvelles, en France.

## Localisation
L'église est située sur la commune de Chivy-lès-Étouvelles, dans le département de l'Aisne.

## Historique
Le monument est classé au titre des monuments historiques en 1920.

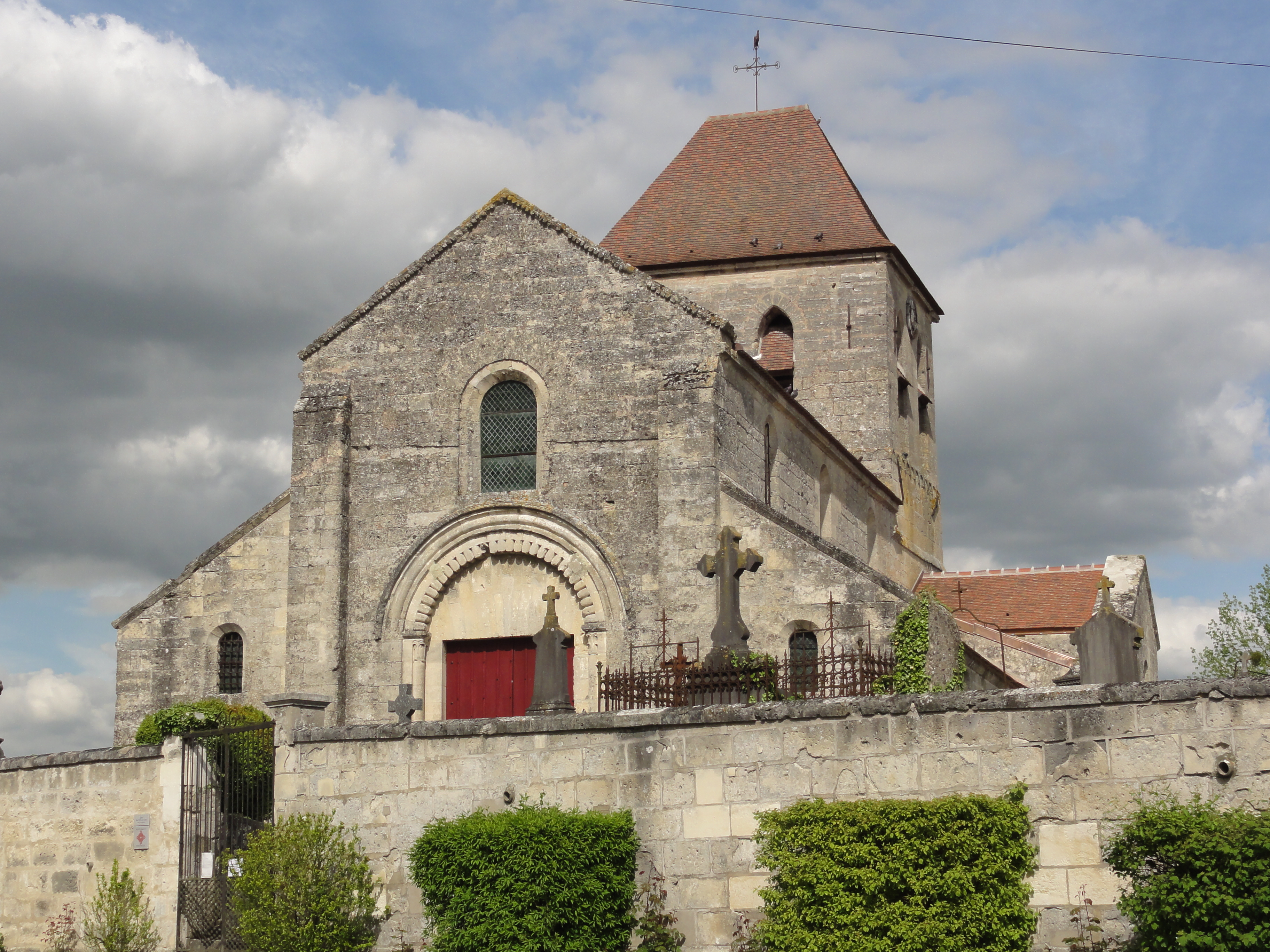
Façade ouest.
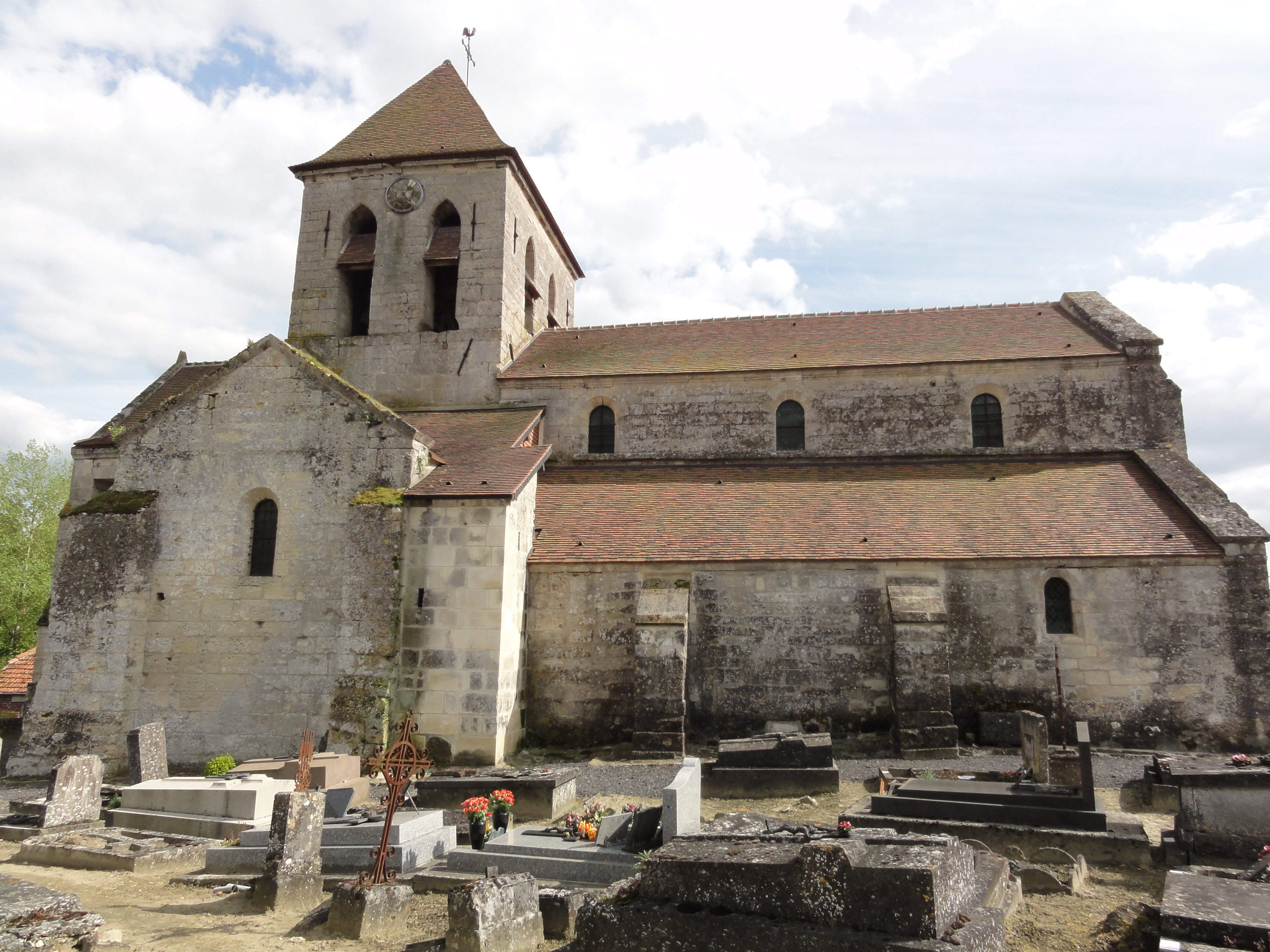
Façade nord.